# 東名站
東名站（日语：／ Tōna eki */?）是一位於日本宮城縣東松島市，隸屬於東日本旅客鐵道（JR東日本）的鐵路車站。
現時使用中的車站為第二代，位置上亦作出了改動。這是因為於2011年3月發生了311地震後，本站站房、月台及路軌均受到了嚴重的破壞而不能使用，經JR東日本及宮城縣政府商討復修線路時，決定將本站及野蒜站一同移入內陸區域，經過近4年多的復修，全線於2015年5月30日起重新開通。同日起連接仙石線及東北本線的連接路軌亦投入服務，快速列車可沿連接路軌接駁仙台及石卷之間，不過卻不在本站停車。
在停駛期間，改以替代巴士行駛，來往矢本至松島海岸之間。

## 概要
位於現車站向仙台方向約400公尺，原為第1代大塚站的所在位置，1931年，第1代大塚站向仙台方向再遷移約1公里，並於本位置增設車站，並稱為「東名」。

## 車站結構
使用中的為第2代站舍，以木建成的單層簡易車站站舍，設置於月台末端靠向陸前大塚站方向，屋頂採用不對稱的斜面設計，左側為車站出入口，可直接進入月台範圍，中央設有兩邊對應Suica的感應器供出、入閘之用；右側為開放式候車室，室內附設有簡易式自助售票機一部。
新、舊車站均只設有側式月台1座，為不能交換列車的1面1線配置，有效長度為4輛。舊月台為全露天設計，只在接近車站出入口附近建有1座小型的候車室；遷移後的新月台，大部份仍為露天區域，但靠近站舍附近約1輛長度則加設有上蓋。
相比舊月台採用無障礙斜道，新月台與站舍位於同一水平，輪椅使用者可以直接出入，為完全無障礙設計。列車靠站時，往青葉通方向為右側上落；往石卷方向則為左側上落。
重置後雖只設有1個月台，但JR東日本仍為月台添加了1號月台的稱呼。

### 月台配置
| 月台 | 路線    | 方向 | 目的地           |
| ---- | ------- | ---- | ---------------- |
| 1    | ■仙石線 | 上行 | 仙台、青葉通方向 |
| 1    | ■仙石線 | 下行 | 矢本、石卷方向   |

## 歷史
- 1931年12月1日：宮城電氣鐵道東名站開業。
- 1944年5月1日：宮城電氣鐵道被國有化，轉為日本國有鐵道車站。
- 1958年10月1日：無人化[3]。
- 1987年4月1日：日本國鐵分割民營化，車站的營運由JR東日本繼承。
- 2003年10月26日：導入Suica。
- 2011年：

- 3月11日：東北地方太平洋沖地震，受海嘯影響，車站及設施受到嚴重破壞。

- 2015年5月30日：仙石線全線復舊，因應車站遷移而更改營業距離[4]，同時仙石東北線通車，快速列車班次改行仙台東北線，但並不在本站停車。[5]。

## 相鄰車站
東日本旅客鐵道
■仙石線
□特別快速、■快速（紅快速）、■快速（綠快速）（※以上為仙石東北線系統）
通過
■普通
陸前大塚－東名－野蒜

## 外部連結
- JR東日本東名站官方網頁 （页面存档备份，存于） （日語）